# Juin 1849

## Événements
- 1er juin, France :
  - la mission Lesseps est rappelée. La politique italienne du gouvernement est longuement débattue à l'Assemblée dans les jours suivants;
  - ouverture de l'exposition des Produits de l'Industrie.

- 2 juin, France : Alexis de Tocqueville est nommé ministre des Affaires étrangères dans le gouvernement d'Odilon Barrot et prend Arthur de Gobineau comme chef de cabinet. Dans sa dépêche officielle du 6 juin, il déclare aux ambassadeurs de France à Rome et à Naples : « je trouve la France déjà engagée dans une voie que je n'ai pas été appelé à choisir. J'espère, lorsque des faits décisifs sont accomplis, préserver les États de l'Église des dangers d'une réaction intérieure et d'une intervention étrangère hostile aux libertés de l'Italie. »

- 3 juin :
  - muni de nouvelles instructions et conformément au revirement de la politique française désormais favorable au pape, Oudinot commence le siège de Rome ;
  - Karl Marx séjourne à Paris.

- 4 juin : le combat de Heligoland est une bataille navale livrée en mer du Nord, au large de l'île de Heligoland, pendant la première guerre de Schleswig (1848-1850).

- 5 juin : une constitution démocratique est proclamée au Danemark. Le roi Frédéric VII de Danemark approuve une première loi fondamentale : il accepte de devenir un souverain constitutionnel, le pouvoir exécutif appartient désormais au roi et à ses ministres responsables devant un Parlement composé de deux Chambres élues au suffrage universel masculin, le Folketing et le Landsting.

- 7 juin, France : Tocqueville, interpellé à l'Assemblée sur un projet de traité rapporté par Lesseps, refuse de répondre.

- 10 juin : mort de Bugeaud, victime du choléra.

- 11 juin, France : l'intervention romaine provoque la demande de mise en accusation du ministère par Ledru-Rollin, pour violation de la Constitution ; elle est repoussée par l'Assemblée. Tocqueville n'intervient que pour démentir le bruit qu'une partie de la cavalerie française aurait été détruite.

- 12 juin, France : manifestation annoncée par les Montagnards. Au motif de l'insurrection qui se prépare à Paris, Tocqueville refuse la demande de l'extrême gauche de communiquer des pièces diplomatiques relatives au siège de Rome et manifeste à cette occasion sa solidarité avec le ministère.

- 13 juin : dernière journée révolutionnaire à Paris, dirigée par Ledru-Rollin contre l’expédition lancée en Italie pour soutenir le pape Pie IX contre le républicain Giuseppe Mazzini (Huber). Paris et Lyon sont mis en état de siège. Sans véritable soutien populaire, la manifestation parisienne est vite circonscrite aux quartiers de la rue Saint-Martin, et écrasée par l'armée : huit morts. Ledru-Rollin, chefs des Montagnards, et Félix Pyat sont contraints à l’exil.

- 15 juin, France :
  - à Paris, des expéditions punitives ont lieu contre les imprimeries des journaux républicains ;
  - à la Législative, intervention de Victor Hugo « sur le pillage des imprimeries » ;
  - par arrêté de Tocqueville, ministre des Affaires étrangères, Gobineau est nommé chef de cabinet avec traitement de sept mille francs. S'il est fier d'être devenu « quelque chose », il n'est pas très sûr de l'avenir de sa situation, et sa femme, obligée d'habiter Paris, redoute le choléra et les émeutes.

- 17 juin, France : Le Siècle fait état du mécontentement des députés envers Victor Hugo pour son interpellation du 15.

- 18 juin :
  - Fin du parlement de Francfort. Le parlement se réfugie à Stuttgart où il est dispersé par l’armée du roi de Wurtemberg. L’espoir démocratique allemand est réduit à néant.
  - France : le projet de loi sur l'enseignement est présenté à l'assemblée.

- 19 juin, France :
  - suspension du droit d’association. Une loi donnant pour un an au gouvernement le droit d'interdire tout club ou réunion publique est votée ;
  - Armand de Melun dépose une proposition destinée à hâter la mise au point de lois relatives à la prévoyance et à l'assistance publique. Une commission parlementaire doit rapporter sur cette proposition. Victor Hugo en fait partie ;
  - déclaration de Victor Hugo devant les bureaux de la Législative : « pour appuyer la proposition Melun d'une enquête sur la misère. »

- 25 juin, France : à l'Assemblée, Tocqueville défend une politique de paix européenne en répondant à deux interpellations, celle de François Mauguin sur les dangers de l'expansion russe et celle de Savoye sur les affaires allemandes et la répression de la révolution dans le pays de Bade par les troupes prussiennes.

- 26 juin, France :
  - Tocqueville répond brièvement à une question sur le conflit entre l'Allemagne et le Danemark, arbitré par la Russie et le Royaume-Uni ; attaqué derechef par Mauguin sur l'intervention des troupes russes en Hongrie et en Pologne, il récuse son hypothèse d'une coalition des puissances absolutistes contre la République française ;
  - déclaration de Victor Hugo au 4e bureau de la Législative « contre la loi sur l'enseignement » (loi déposée par Falloux le 18).

- 30 juin : prise de Rome par les troupes françaises, rétablissant le pape Pie IX.

## Naissances
- 2 juin : Albert Besnard, peintre et graveur français († 4 décembre 1934).
- 7 juin : Pavel Svedomski, peintre russe († 27 août 1904).
- 8 juin : Julien Dillens, sculpteur belge († 24 décembre 1904).
- 14 juin : Hugo von Habermann, peintre allemand († 27 février 1929).
- 15 juin : Charles Janet (mort en 1932), ingénieur, industriel, inventeur et savant français.

## Décès
- 15 juin : James K. Polk, ancien Président des États-Unis.